# Rhachis
Als Rhachis (von altgriechisch ῥάχις rhachis ‚Rückgrat‘, ‚rückgratähnliches Gebilde‘) werden verschiedene längliche oder spindelförmige Strukturen in Körperteilen oder Organen von Pflanzen und Tieren bezeichnet.
In der Botanik ist Rhachis die Bezeichnung
- für die mittlere Hauptachse von einfachen Fiederblättern, die Blattspindel (Rhachis 1. Ordnung, bei Spindeln der Fiedern an mehrfach gefiederten Blättern ist es die Rhachis 2. bis n-ter Ordnung)
- oder für die Hauptachse eines Blütenstands.

In der Zoologie ist Rhachis u. a. die Bezeichnung
- für den Schaft von Vogelfedern. Daneben ist Rhachis der Fachausdruck
- für den durch zwei Längsfurchen abgesetzten mittleren Teil des Rückenpanzers von Trilobiten,
- für das zu einem freien Stiel verlängerte Vorderende des Gladius genannten Skelettelements mancher Kalmare,
- für den Mittelzahn beim schmalzüngigen Typ der Radula genannten Raspelzunge von Weichtieren, z. B. Kraken,
- oder für den – in den Gonaden von Fadenwürmern besonders ausgeprägten – kernlosen cytoplasmatischen Strang, der im Hoden von Spermatogonien und im Ovar von Oogonien ausgeht und dem Spermatozyten bzw. Oozyten anliegen.[2]

In der Medizin wird die Spaltbildung der Wirbelsäule bei einer Spina bifida auch als Rhachischisis bezeichnet; dieser Ausdruck verwendet die griechischen Wörter mit ihrer ursprünglichen Bedeutung (altgriechisch σχίζειν s’chizein ‚spalten‘).